# USS Enterprise (CVN-80)
USS Enterprise (CVN-80) je rozestavěná letadlová loď Námořnictva Spojených států, celkově třetí jednotka třídy Gerald R. Ford.
Jméno chystané lodě CVN-80, Enterprise, bylo oznámeno při slavnostním obřadu odstavení lodě USS Enterprise (CVN-65) z aktivní služby dne 1. prosince 2012. CVN-80 bude deváté plavidlo amerického námořnictva, které ponese název Enterprise (z toho třetí letadlová loď po CV-6 a CVN-65). Přípravné a konstrukční práce na plavidle byly v loděnicích Newport News Shipbuilding v Newport News zahájeny v roce 2018, k vlastnímu objednání lodi došlo v lednu 2019. Založení kýlu proběhlo 5. dubna 2022. Spuštění na vodu je plánováno na listopad 2025 a zařazení do služby na září 2029.